# ターハー・フセイン

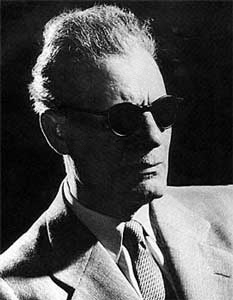
ターハー・フセイン。盲目であった

ターハー・フセイン（ターハー・フサイン、タハ・フセイン、アラビア語:  طه حسين, アラビア語エジプト方言: [ˈtˤɑːhɑ ħ(e)ˈseːn], 正則アラビア語: [tˤaːha ħusajn], 英語: Taha Hussein、1889年11月14日 - 1973年10月28日）はエジプトの小説家・評論家・政治家で、20世紀前半のエジプト・ルネサンス運動（アル＝ナフダ）や、アラブ世界の近代主義運動を代表する作家・知識人の一人。

## 生涯
ターハー・フセインは、上エジプト中部のミニヤー県の農村、イズベト・エル・キロ（Izbet el Kilo）で、下層中産階級の家庭に、13人の子供のうちの7番目の子として生まれた。3歳の時に医師の誤った治療で盲目となり、以後の人生で多くの苦悩を抱えて生きることとなった。子供らにクルアーンを教えるクッターブと呼ばれる小さな学校に行き、さらに当時エジプト唯一の大学であったアル＝アズハル大学にも進んで宗教およびアラビア文学を学んだものの、伝統的で保守的な教育に飽き足らず、卒業しないまま退学した。
1908年に世俗教育の大学であるカイロ大学が開学すると、フセインは入学を強く希望し、盲目で貧しかったにもかかわらず入学することに成功した。1914年、彼はPh.D.の学位を得て卒業する初めての学生となった。Ph.D.を得た研究は、シリアのマアッラ出身の盲目の詩人で、合理主義・懐疑主義の哲学者でもありイスラム教の教義を激しく攻撃したことで知られるアブー・アル＝アラー・アル＝マアッリー（Abū al-Alā' al-Ma‘arrī、973年 - 1057年）についてのものだった。
卒業後は国費留学生としてフランスに渡り、モンペリエ大学で修士号を得て、さらにソルボンヌ大学に進みここでもうひとつのPh.D.を得た。ソルボンヌで学位を得た研究は、チュニジア出身の歴史家・思想家イブン＝ハルドゥーンについてのものだった。モンペリエ大学で彼はスザンヌ・ブレソー（Suzanne Bresseau）という女性に会い、後に結婚している。彼女はフセインに文章を読み聞かせてフランス語理解を助けたことから、彼はスザンヌのことを「甘い声」と呼ぶようになった。スザンヌは彼の生涯にわたって、妻としてだけでなく友としても重要な人物になった。二人の間には娘アミナと息子モーニスが生まれており、二人は後にフセインの著作のフランス語訳などを手掛けている。
1919年、フセインは妻スザンヌを連れてエジプトへ戻り、カイロ大学の歴史学の教授になった。彼は芸術学部でアラビア文学の教授にもなったほか、エジプトの高等教育の充実や近代化に向けた評論活動にも奔走する。1926年にはカイロ大学文学部にアフマド・アミーンを教授として推薦している。1931年に後述の事件でカイロ大学を解雇された後はカイロ・アメリカ大学に着任し、1942年には教育大臣の顧問になり、アレクサンドリア大学開学時には初代総長にもなった。
フセインは多くの小説やエッセイを著した。その中でもエジプト国外にまでよく知られたものには幼少期からを描いた自伝である「アル＝アイヤーム」（al-Ayyam, الايام, 「日々」）がある。彼にとって重要な著作になったのは、1926年に出版した「先イスラム期の詩について」（On Pre-Islamic Poetry, في الشعر الجاهلي Fil-Shiʿir al-Gāhilī, 「無明時代の詩について」）であり、アラビア語の伝統的な詩文のほとんどについてその信憑性を疑い、部族同士の競争や部族の誇りからくる動機によって内容の多くが捏造されたものではないかという説を唱えた。さらにクルアーンについても、客観的な歴史資料として用いるべきではないと暗示している。この本は大きな反響を呼び、特にアル＝アズハル大学の関係者やその他の保守主義者からは怒りや敵対心を買い、イスラム教に対する侮辱で訴訟を起こされた。裁判所はこの本を、研究者による意見の表明であり法的措置は取らないと判断したが、カイロ大学を1931年に解雇された。本自体も禁書となったが、後に内容を若干緩和して発行されている。
フセインは、1860年代から1940年代まで続いたエジプト・ルネサンス運動（アル＝ナフダ）の時代の代表的知識人で、エジプト民族主義のイデオロギーを訴えた。彼がファラオニズム（Pharaonism）と呼んだエジプト・ナショナリズムの思想は、エジプト文明はアラブ文明により抑圧された状態にあり、エジプトはイスラム以前の文明のルーツを取り戻すことによってはじめて前進できるとするものであった。
1950年、フセインはエジプト政府の知識大臣（教育大臣）に任命された。彼は「教育とは我々が呼吸する空気、我々が飲む水のようなものである」という自らのモットーを実践に移す機会を得た。彼は教育を無償化すること、および万人が教育を受ける権利を持っていること、教育は富裕層だけのものではないことを訴えた。こうしてエジプト国民は無償で初等教育を受けられるようになった。彼はクルアーンを教える小さな学校を小学校へ改組し、多くの大学を設立したほか、従来の高校を大学などへ改組していった。エジプトの識字率向上にフセインが果たした役割には多大なものがある。
死後の1973年、フセインに国連人権賞が贈られた。カイロにはターハー・フセイン博物館があり、新アレクサンドリア図書館には視覚障害者のための図書館であるターハー・フセイン図書館がある。

## 作品
ターハー・フセインの作品は、アラビア語やイスラムの文学や文化に関する研究、貧困や無知を生み出すものを攻撃する社会批判の傾向の強い小説、自身が編集長を務める雑誌に発表した政治的論説に分かれる。全16巻の全集も刊行されている。その他、ギリシア・ローマの古典文学についての研究などの翻訳も行っている。
- The Memory of Abu El Alaa （1915年）
- Selected Poetical Texts of the Greek Drama （1924年）
- Ibn Khaldun's Philosophy （1925年）
- Dramas by a Group of the Most Famous French Writers （1924年）
- Pioneers of Thoughts （1925年）
- Wednesday Talk （1925年）
- Pre-Islamic Poetry （1926年）
- In the Summer （1933年）
- The Days "3 Volumes" （1933年）
- Hafez and Shawki （1933年）
- The Prophet's Life "Ala Hamesh El Sira" （1933年）
- Curlew's Prayers （1934年）
- From a Distance （1935年）
- Adeeb （1935年）
- The Literary Life in the Arabian Peninsula （1935年）
- Together with Abi El Alaa in his Prison （1935年）
- Poetry and Prose （1936年）
- Bewitched Palace （1937年）
- Together with El Motanabi （1937年）
- The Future of Culture in Egypt （1938年）
- Moments （1942年）
- The Voice of Paris （1943年）
- Sheherzad's Dreams （1943年）
- Tree of Misery （1944年）
- Paradise of Thorn （1945年）
- Chapters on Literature and Criticism （1945年）
- The Voice of Abu El Alaa （1945年）
- Osman (The first Part of the Greater Sedition)
- "El Fitna Al Kubra" （1947年）
- Spring Journey （1948年）
- The Tortured of Modern Conscience （1949年）
- The Divine Promise "El Wa'd El Haq" （1950年）
- The Paradise of Animals （1950年）
- The Lost Love （1951年）
- From There （1952年）
- Varieties （1952年）
- In The Midst （1952年）
- Ali and His Sons (The 2nd Part of the Greater Sedition) （1953年）
- (Sharh Lozoum Mala Yalzm, Abu El Alaa) （1955年）
- Anatagonism and Reform （1955年）
- Criticism and Reform （1956年）
- Our Contemporary Literature （1958年）
- Mirror of Islam （1959年）
- Summer Nonsense （1959年）
- On the Western Drama （1959年）
- Talks （1959年）
- Al-Shaikhan (Abi Bakr and Omar Ibn El Khatab) （1960年）
- From Summer Nonsense to Winter Seriousness （1961年）
- Reflections （1965年）
- Beyond the River （1975年）
- Words （1976年）
- Tradition and Renovation （1978年）
- Books and Author （1980年）
- From the Other Shore （1980年）